# Rotore (elettrotecnica)

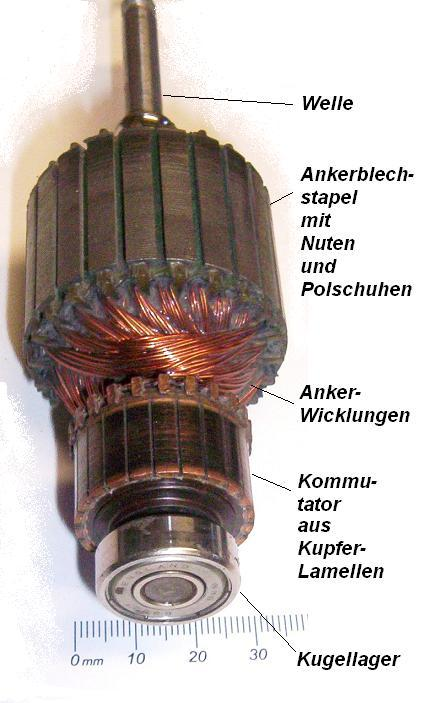
Rotore avvolto di un motore elettrico in CC

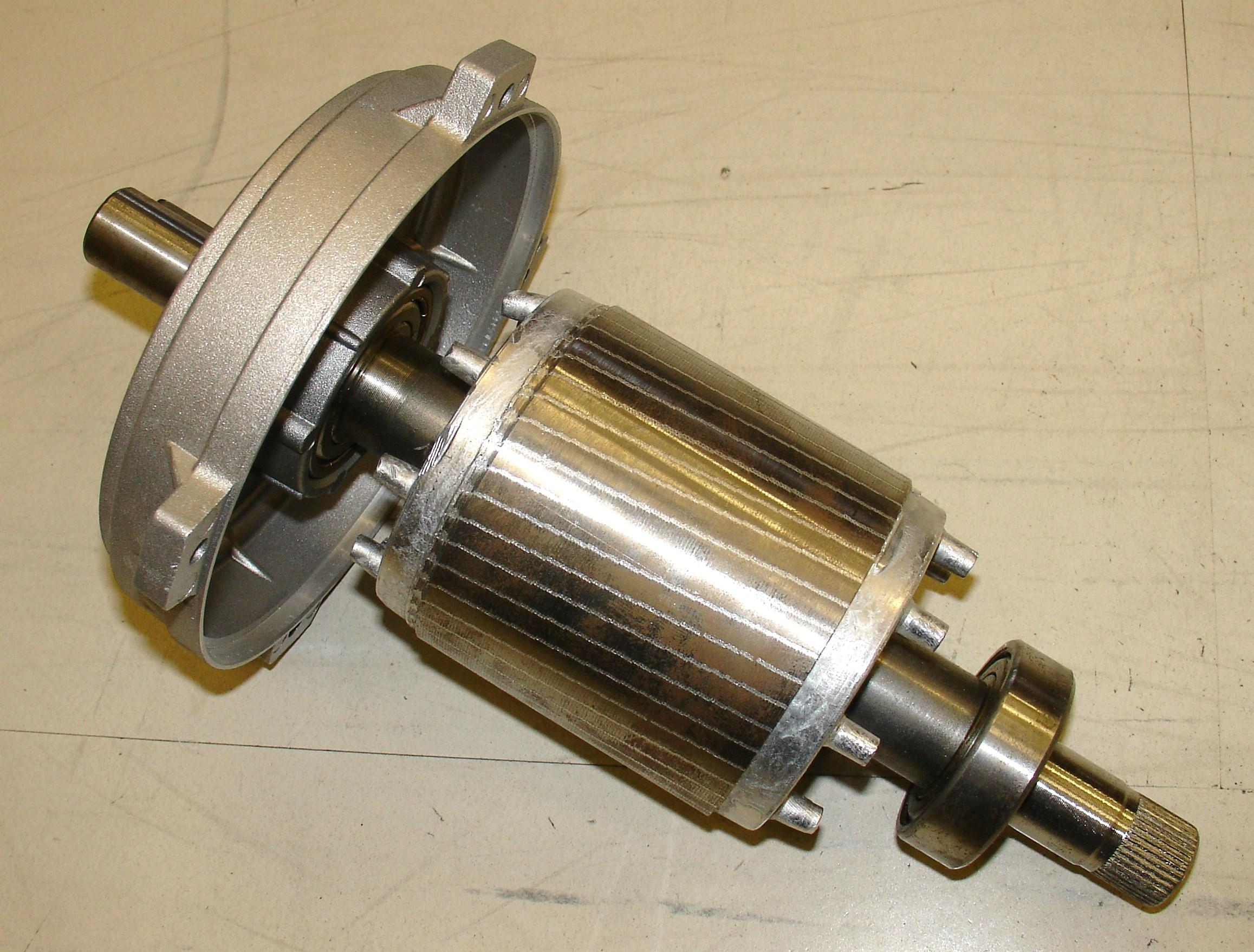
Rotore di un motore elettrico in AC

In ingegneria meccanica e in ingegneria elettrica il rotore (definito anche come indotto nei motori in corrente alternata), in una macchina avente parti in movimento, è l'insieme delle parti rotanti. Il termine è di uso comune nelle macchine rotanti, quali i motori elettrici, le turbine o altre macchine, in quanto contrapposto al cosiddetto statore (parte fissa).

## Tipo di rotore
Il tipo di rotore cambia a seconda del tipo di motore elettrico. Il movimento avrà luogo in funzionamento della velocità angolare ω della coppia motrice e coppia resistiva il tutto sarà influenzato anche dagli attriti. Il grafico cartesiano descrive l'andamento delle coppie al variare della velocità angolare ω e viene chiamato caratteristica meccanica.   

### Motori in corrente alternata

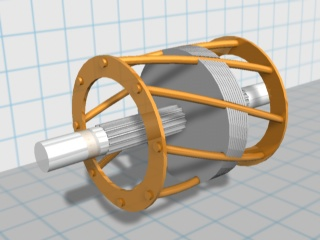
Struttura della gabbia di scoiattolo

L'indotto dei motori monofase, bifase e trifase, a seconda del loro tipo di funzionamento, può essere:
- Gabbia di scoiattolo, questo tipo di rotore viene utilizzato per il motore asincrono a seconda del tipo d'accorgimenti adoperati, questi possono essere di vari tipi:
  - Gabbia resistente, si tratta di una particolare conformazione del rotore a gabbia di scoiattolo (di solito è una versione a singola gabbia), che si differenzia per l'utilizzo degli anelli in acciaio inox di ridotto spessore, che oltre a permettere un'elevata coppia di spunto, la quale ha il suo valore massimo a rotore fermo (curva discendente), permette d'avere correnti d'assorbimento estremamente ridotte.[1]
  - Singola gabbia di scoiattolo;
Costituito da una singola gabbia, caratterizzata da barre d'alluminio equidistanti dall'albero motore, collegate in parallelo tra loro.
  - A Coppa;
Tecnica costruttiva che permette grazie alla riduzione della quantità di metallo per il supporto delle barre della gabbia di scoiattolo limitandone la semplice copertura e fissaggio a un solo lato all'albero motore (conferendone la forma a coppa), di risparmiare peso e inerzia, ma che riduce la resistenza meccanica del rotore.
  - Doppia gabbia di scoiattolo o Dobrowsky - Boucherot[2][3];
Si differenzia dalla singola gabbia di scoiattolo perché utilizza una gabbia esterna e una più interna (collegate in parallelo tra loro), questo accorgimento permette d'avere una migliore coppia ai bassi regimi di rotazione, infatti ai alti regimi di rotazione il campo magnetico indotto è più vicino all'asse dell'indotto/rotore e utilizzando una gabbia di scoiattolo più piccola, quindi con barre più vicine all'albero motore e con una minore resistenza elettrica si riesce a sfruttare meglio questo campo magnetico indotto, che porta ad avere correnti indotte nelle gabbie di scoiattolo.
  - A barre profonde;
Si differenzia dal precedente per via dell'utilizzo di una singola gabbia di scoiattolo, ma che possiede delle barre allungate verso l'asse di rotazione, questo permette d'avere una curva di coppia più lineare rispetto al sistema a doppia gabbia di scoiattolo, la quale è caratterizzata da un passaggio brusco con il cambio d'eccitazione della gabbia.
- Rotore avvolto con collettore ad anelli coassiali;
Questo tipo di rotore viene utilizzato per il motore asincrono per poter regolare la resistenza dei circuiti rotorici tramite la variazione dei reostati che venivano collegati in serie agli avvolgimenti rotorici, aumentando la resistenza si migliora la coppia ai bassi regimi.

- A espansioni polari, questo tipo di rotore viene utilizzato per il motore sincrono o l'alternatore sincrono e le espansioni polari sono ottenute o tramite:
  - Magneti permanenti, in questo caso il motore o alternatore ha un albero motore con tante coppie polari quante sono le coppie polari statoriche, indifferentemente dal tipo di motore (trifase o monofase).
Unica eccezione si ha negli alternatori trifase o bifase motociclistici, dove gli alternatori non sono dei veri alternatori trifase o bifase, ma sono tre o due alternatori monofase disposti equidistanti, soggetti a tre o due coppie polari, quindi si hanno tre o due onde sinusali non sfasate.
  - Elettromagneti, questi elettromagneti sono alimentati a seconda del motore/alternatore trifase o monofase tramite la rete trifase o monofase e tali espansioni devono essere una per fase e per coppia polare (quindi in caso di alternatore trifase a due poli si hanno tre elettromagneti, in caso di alternatore trifase a quattro poli si hanno sei elettromagneti).

### Motori in corrente continua

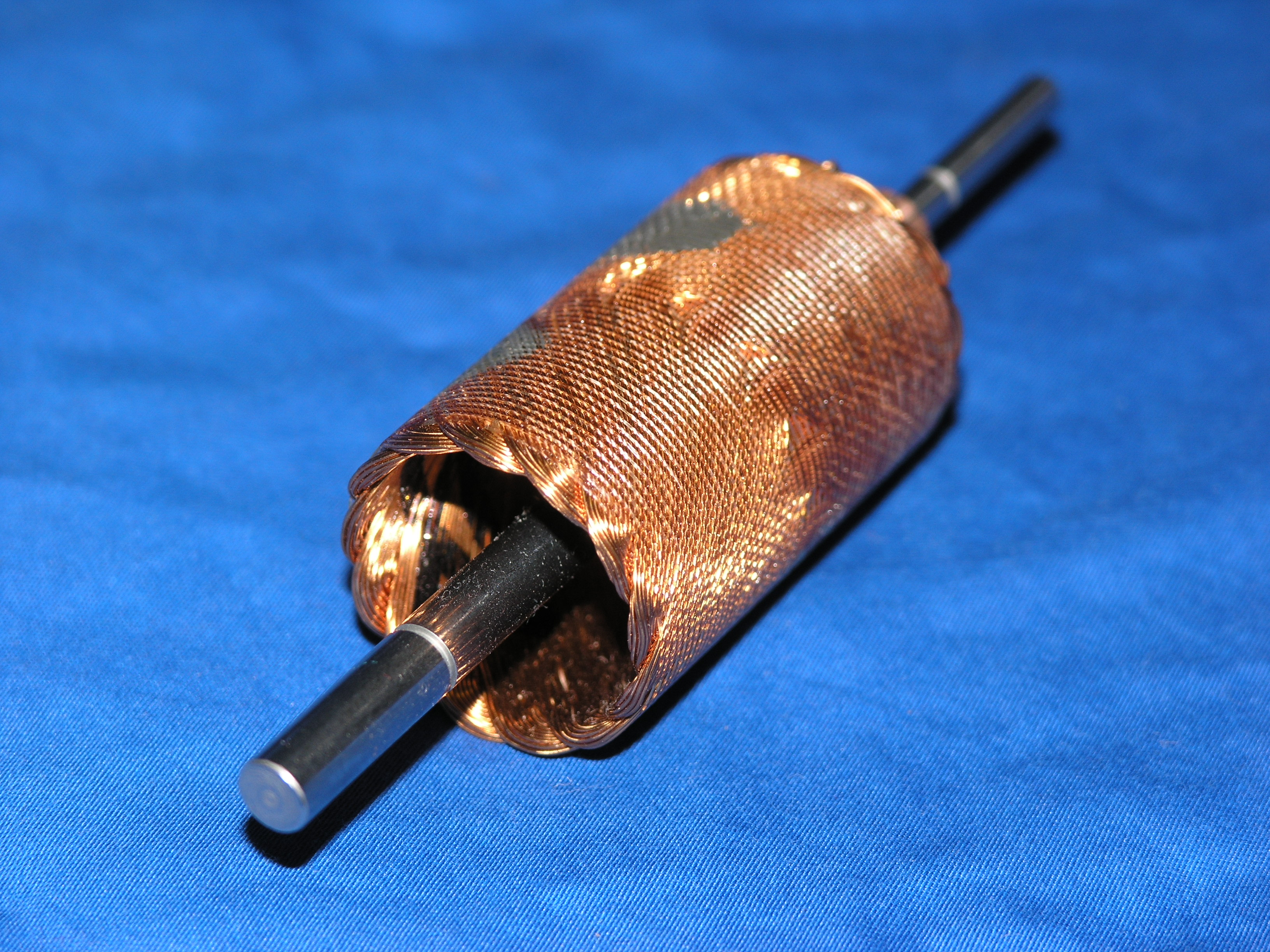
Rotore bobinato di un motore elettrico in CC

L'indotto dei motori in corrente continua o universali può essere:
- Magneti permanenti;
Sistema utilizzato dal motore brushless e dal motore passo-passo
- Avvolto;
Sistema utilizzato dalla quasi totalità dei motori in corrente continua e dai motori universali, le varie matasse vengono eccitate in un determinato ordine tramite un collettore a spazzole.
  - Bobinato:
Tecnica costruttiva che permette di risparmiare peso e inerzia grazie alla riduzione del metallo utilizzato per il supporto delle bobine e vincolarle a un solo lato all'albero motore (conferendone la forma a coppa), ma che riduce la resistenza meccanica del rotore.

## Disposizione
Il rotore può essere disposto in vari modi:
- Interno, questa è la disposizione più comune, in quanto permette una maggiore resistenza della macchina e migliore flessibilità d'utilizzo e sicurezza dell'operatore.
- Esterno, questa configurazione viene usata per gli alternatori a uso motociclistico, in modo che il rotore funga da volano, mentre per gli altri mezzi di trasporto si rimane nella soluzione classica.
- Assiale, questa configurazione è caratterizzata da rotore e statore di uguali dimensioni, posti l'un l'altro frontalmente, di modo che il rotore ruoti di fronte allo statore.